# Tom Carruth
Tom Carruth (Texas, 1956) es un horticultor rosalista estadounidense que ha estado creando nuevos obtentores de rosas nuevas desde la década de 1980 en que empezó a trabajar con Weeks Roses Inc., Ontario, California.
Tom Carruth es uno de los hibridadores de rosas más importantes de los Estados Unidos. Fue galardonado con el primer premio de All-America Rose Selections en 1997 con la floribunda a rayas llamada 'Scentimental' y desde entonces ha recibido otros por 8 nuevas rosas más, en tan solo un periodo de 11 años. 
Carruth debe ser reconocido, junto con Jack E. Christensen, como creador de 'Crystalline' la rosa favorita de los rosalistas. Jugó un papel decisivo en la introducción en el mercado estadounidense de la rosa de Gareth Fryer 'Sunset Celebration' que fue premiada en AARS. 

## Historia
Cuando Tom Carruth tenía 10 años, anunció a sus padres que quería seguir una carrera en el cultivo de las flores, noticia no muy bien recibida en el pequeño pueblo de Pampa del condado de Gray, Texas, donde Carruth pasó los primeros 15 años de su vida.
Poco antes de la graduación, Carruth envió su curriculum vitae y una carta a William Warriner, en esos momentos el más famoso hibridador de rosas del mundo. Carruth realizó una entrevista y poco después obtuvo una oferta de trabajo en California por parte de Jackson & Perkins. Los comienzos del trabajo de Carruth como rosalista fueron con Jackson & Perkins aprendiendo el negocio de la rosa de manos de Bill Warriner, y a pesar de que no se le permitió hibridar, Carruth asistió como ayudante a Warriner durante más de tres años en el departamento de investigación de "Jackson & Perkins" en Tustin, condado de Orange, California. 
Warriner mandó a Carruth para que fuera en su lugar a una exposición de rosas en San Diego, donde fue "Jackson & Perkins" para mostrar sus nuevas variedades de rosas. En la feria, Carruth entabló contacto con Herb Swim, reconocido hibridador de rosas ya retirado que se convirtió en un mentor para Carruth. "Era un hombre muy amable y alentador" recuerda Carruth.
Poco después de su primera reunión, Swim recomienda a Carruth a un vivero que busca expandirse en el negocio de los invernaderos de rosas cortadas.
Fue a trabajar con Armstrong Roses donde desempeñó un trabajo como asistente de Jack Christensen. Aunque la hibridación de Rosas Nuevas de flor cortada en invernadero no era lo que tenía en mente Carruth, fue en la dirección correcta, sobre todo porque se puso a trabajar con Jack E. Christensen, un hibridador de rosas de jardín, aquello que Carruth anhelaba. Se demostró que fue una relación fructífera, pero después de siete años, la compañía fue vendida a Moet y Carruth renunció. Pasó los siguientes meses de consultoría para rosaledas privadas, incluyendo una para Bette Midler.
En 1986, se le ofreció a Carruth un puesto en Weeks Roses en Upland (Condado de San Bernardino) con potencial para realizar su sueño de toda la vida de poder dirigir un equipo de investigación para las nuevas rosas de jardín. Pero primero lo que la compañía quería era que se convirtiera en un representante de ventas durante dos años. Mientras Carruth cuenta de que era un paso por debajo de su meta, también reconoció el valor de conocer de primera mano lo que quería el público comprador.
Carruth aceptó el trabajo, absorbió los deseos de los compradores, y dice que está agradecido por la experiencia. En 1989, fue promovido al puesto de criador de rosas de jardín a tiempo completo. Así en 1997 fue galardonado con el primer premio de All-America Rose Selections con la floribunda a rayas llamada 'Scentimental'. En 1999 ganó dos premios AARS con las rosas 'Fourth of July' un rosal trepador, y 'Betty Boop', una floribunda (Habían pasado 23 años desde que un trepador había conseguido un premio All-America). 
Después de una pausa de cuatro años, Carruth ganó de nuevo el AARS con 'Hot Cocoa', una floribunda en tonos borrosos de color marrón con óxido y chocolate armónicos, colores que los hibridadores habían estado buscando durante años. Al año siguiente, Carruth ganó su primer premio por una rosa híbrido de té con 'Memorial Day', con un color rosa orquídea, una flor muy perfumada y fuertes pétalos.
Tomando el sincero consejo dado por Christensen para introducir lo antes posible sus rosas recientemente hibridadas en su plataforma de hibridación, Carruth comenzó a usar 'Hot Cocoa' como parental de nuevos híbridos. En 2005, ganó su sexto premio "All-America Rose Selections" por 'About Face', con colores oro y bronce, para la que 'Hot Cocoa' sirvió como parental cuando solo tenía 2 años de edad.
Este año, Carruth ganó "All-America Rose Selections" con dos de sus nuevos híbridos: 'Julia Child', una floribunda de color amarillo mantequilla que no solo es resistente a la enfermedad, sino también flor fragante para cortar, y 'Wild Blue Yonder', una grandiflora con volantes, flores fragantes, rojo a morado profundo con un ojo de lavanda. Una rosa en tonos lavanda no había ganado un premio AARS en más de 20 años.
La última rosa de Carruth galardonada por AARS 'Strike It Rich', otro gran logro del hibridador de "Weeks Roses" Tom Carruth, es un grandiflora de flores grandes, dobles, de color amarillo dorado intenso con superposiciones de mezcla de color naranja a rosado. 
Tomando en consideración que se tarda entre 9 y 11 años para crear una rosa nueva hibridada, es un logro extraordinario que Tom Carruth haya conseguido 9 galardones de "All-America Rose Selections" en un periodo de tan solo 11 años.

## Selección de cultivares
Algunas de las variedades y obtentores conseguidos por Tom Carruth : 

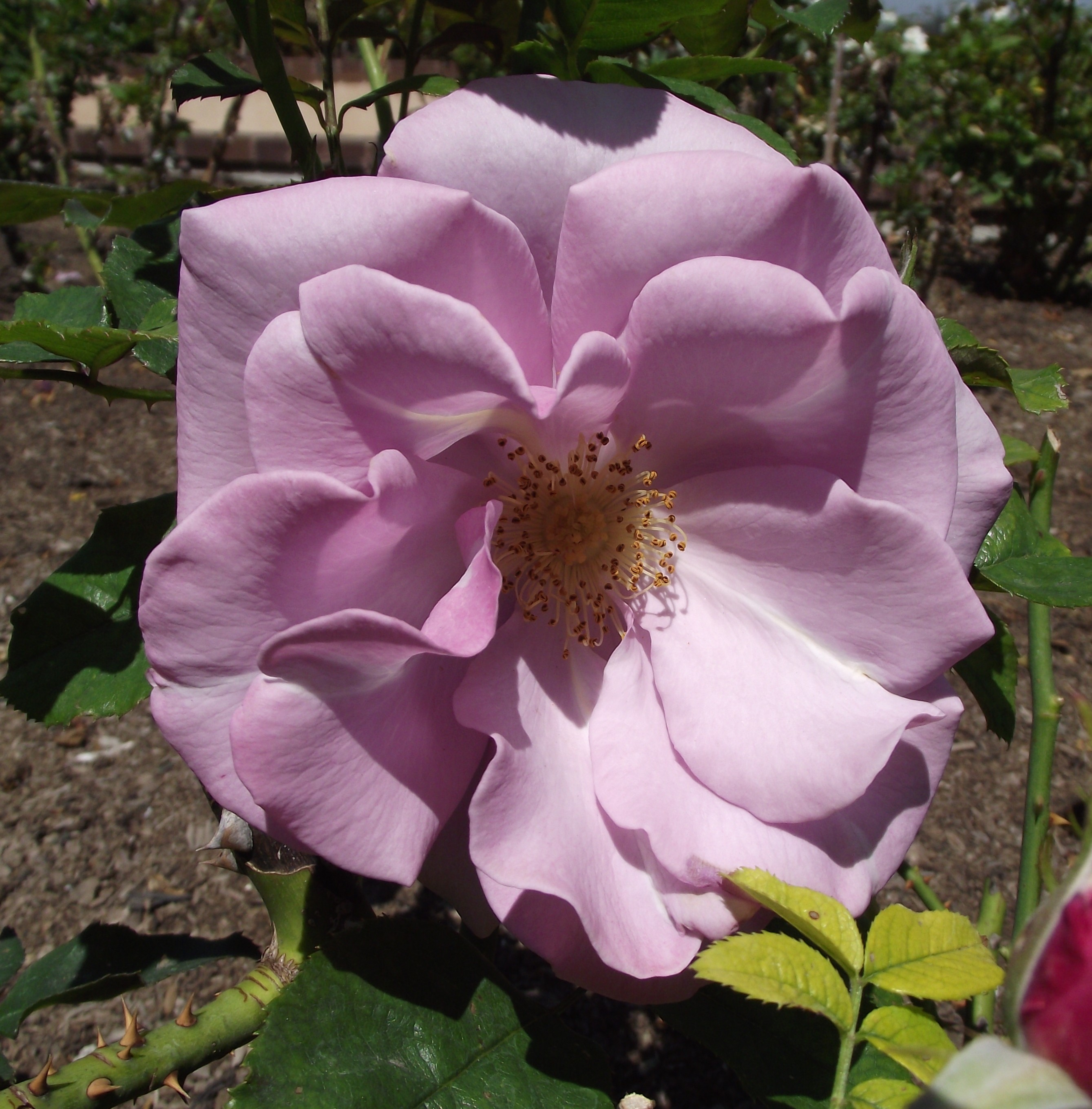
Rosa Grandiflora 'Blueberry Hill', Carruth 1996.
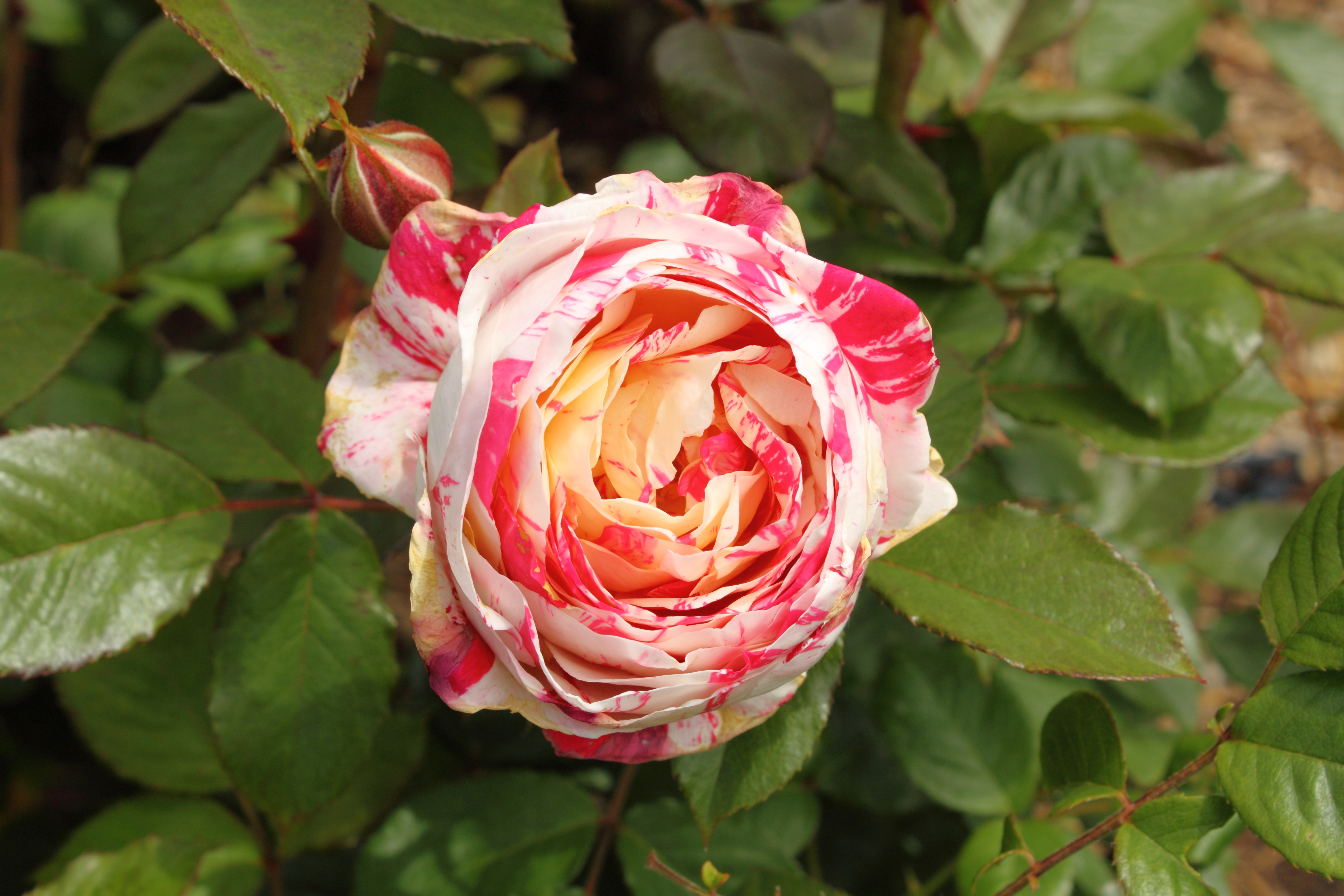
'Scentimental' Carruth 1997.
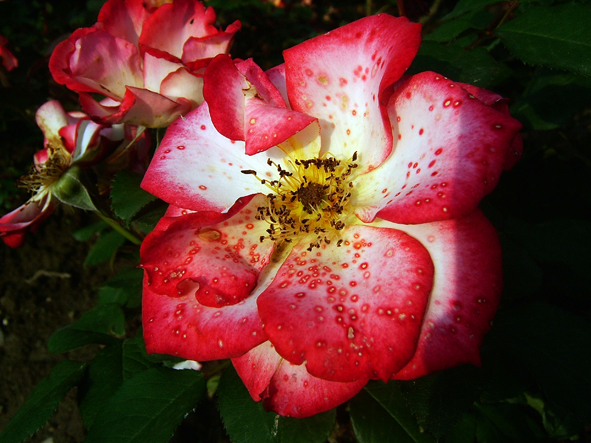
'Betty Boop', Carruth 1999.
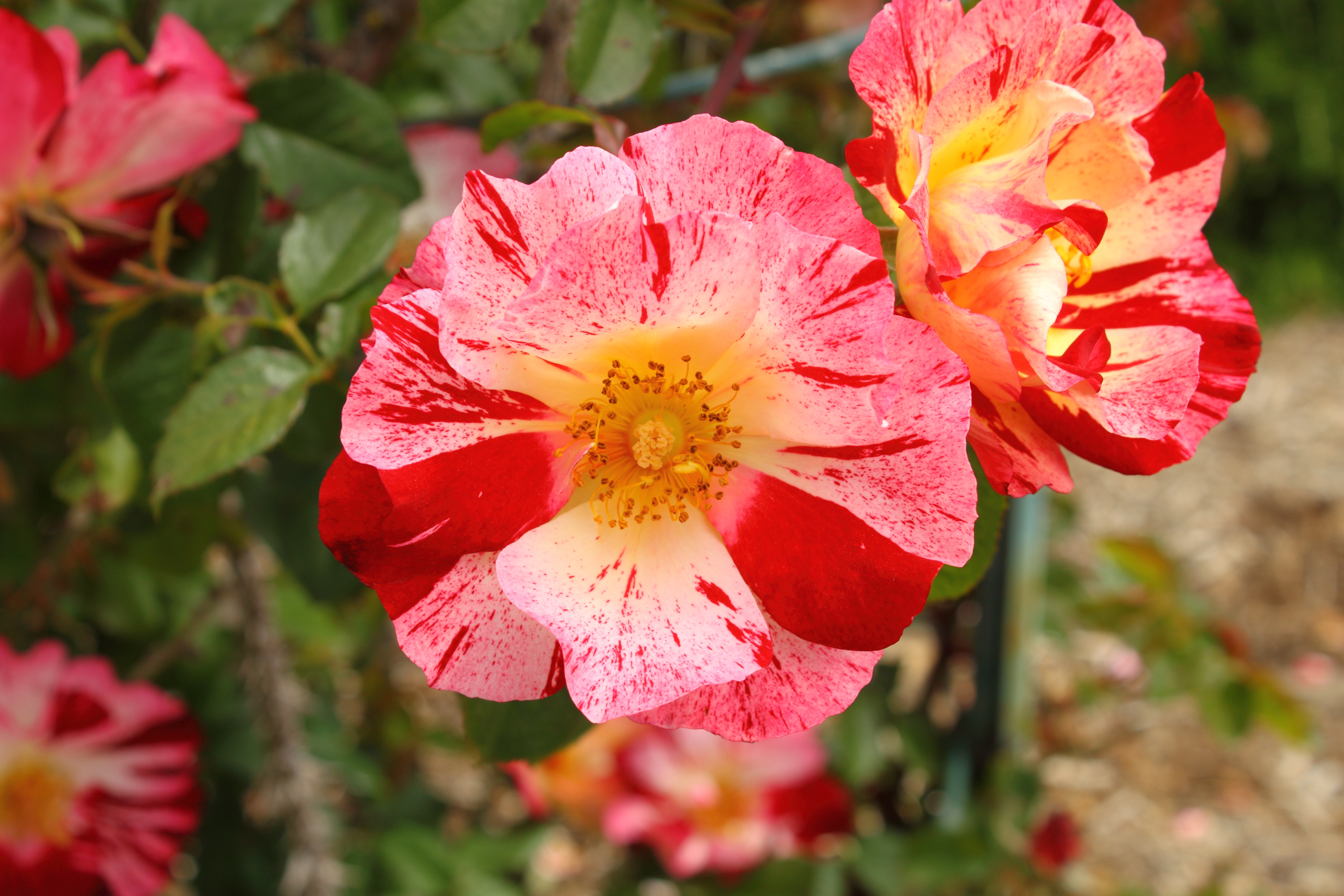
'Fourth of July', Carruth 1999.
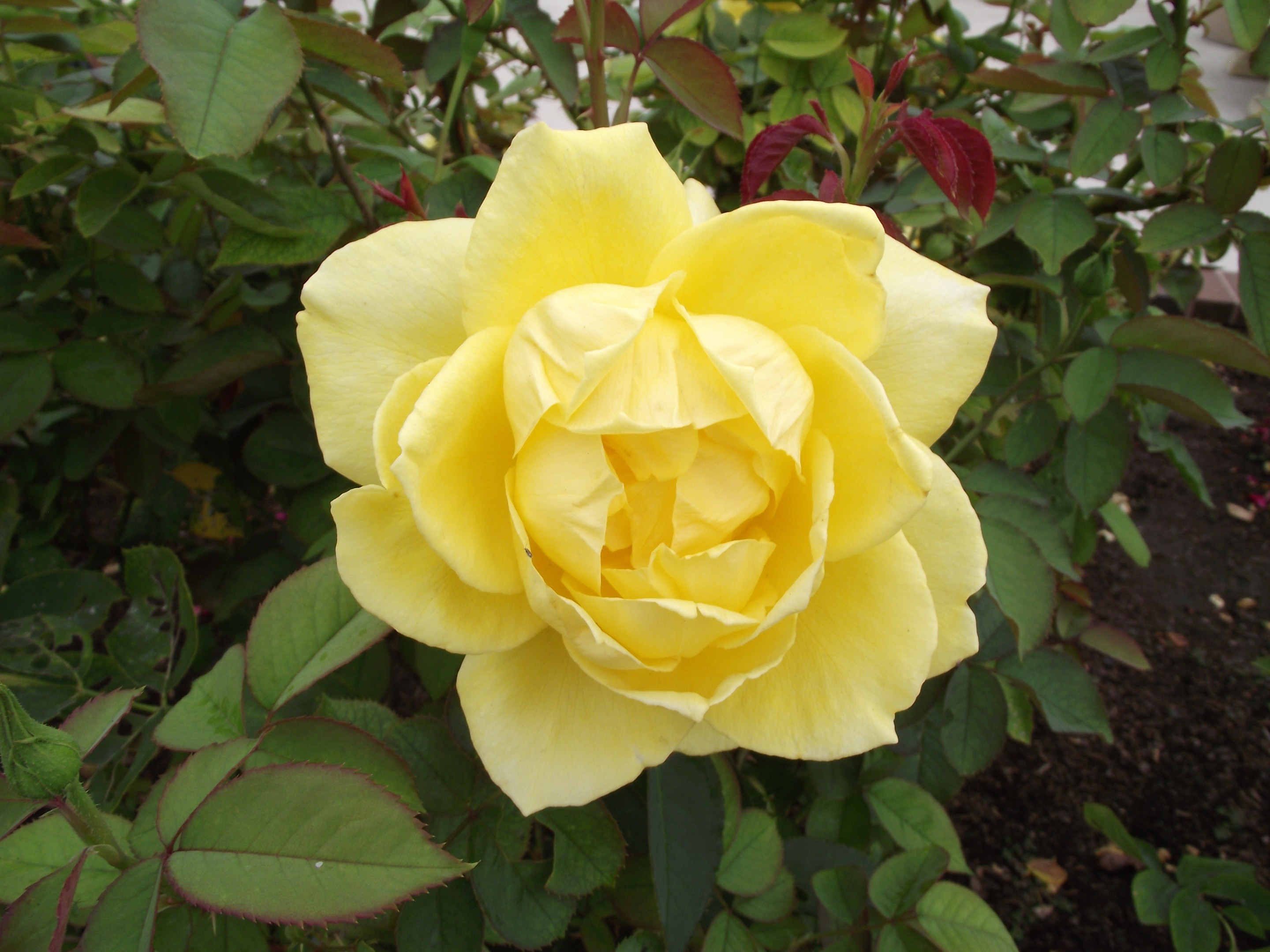
'Mellow Yellow', Carruth 2000.
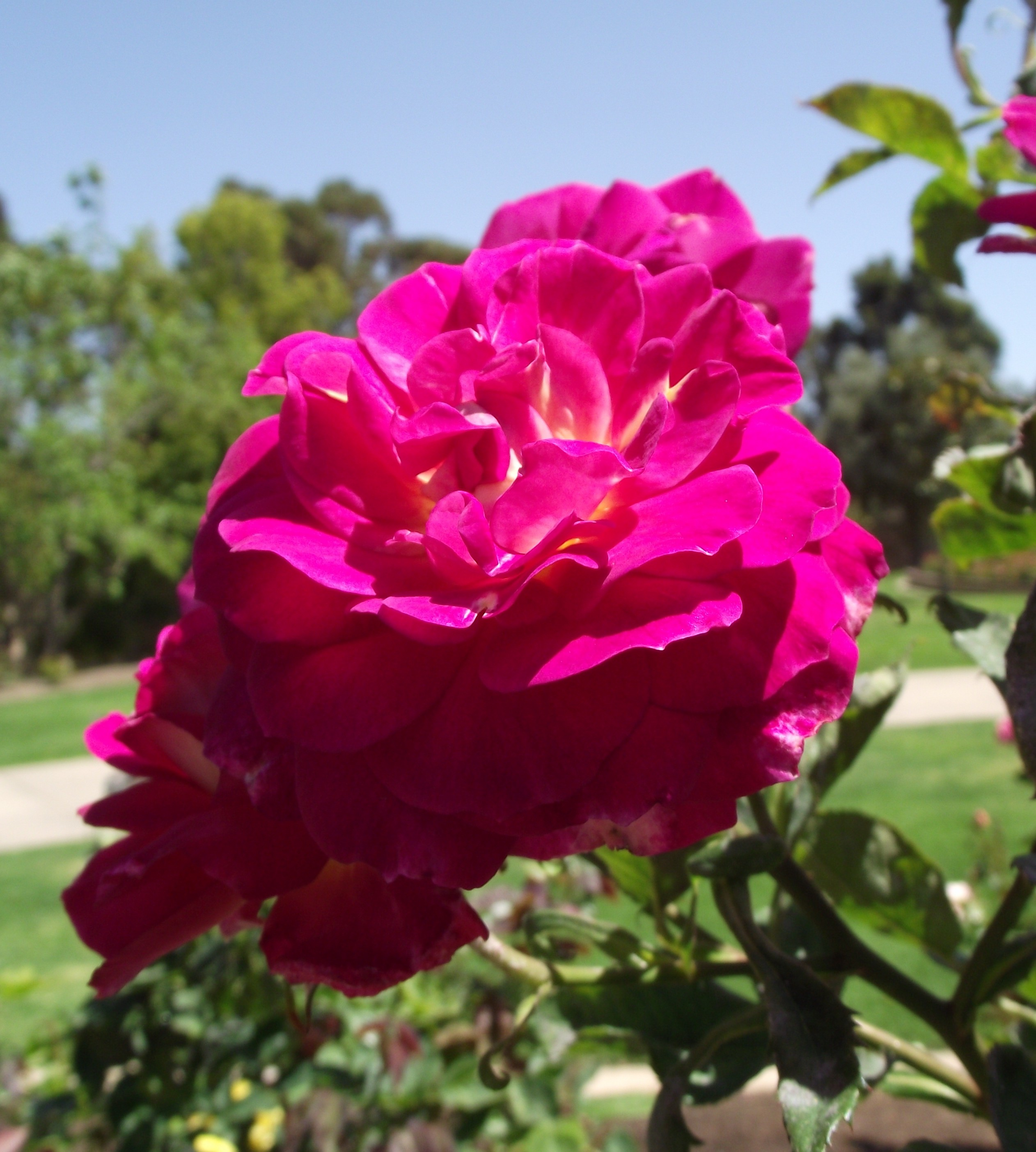
'Outta The Blue' Carruth 2000.
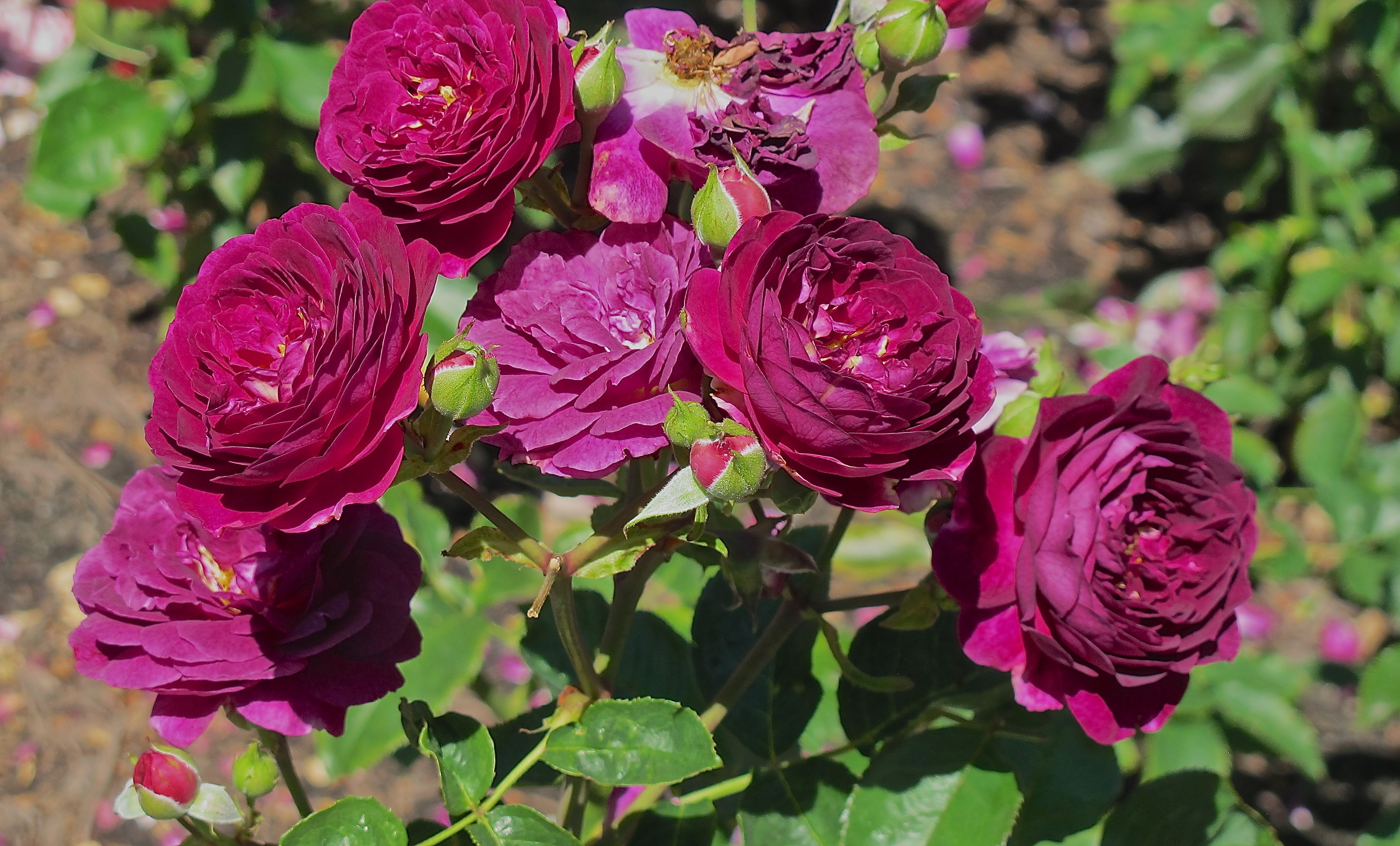
'Ebb Tide', Carruth 2001.
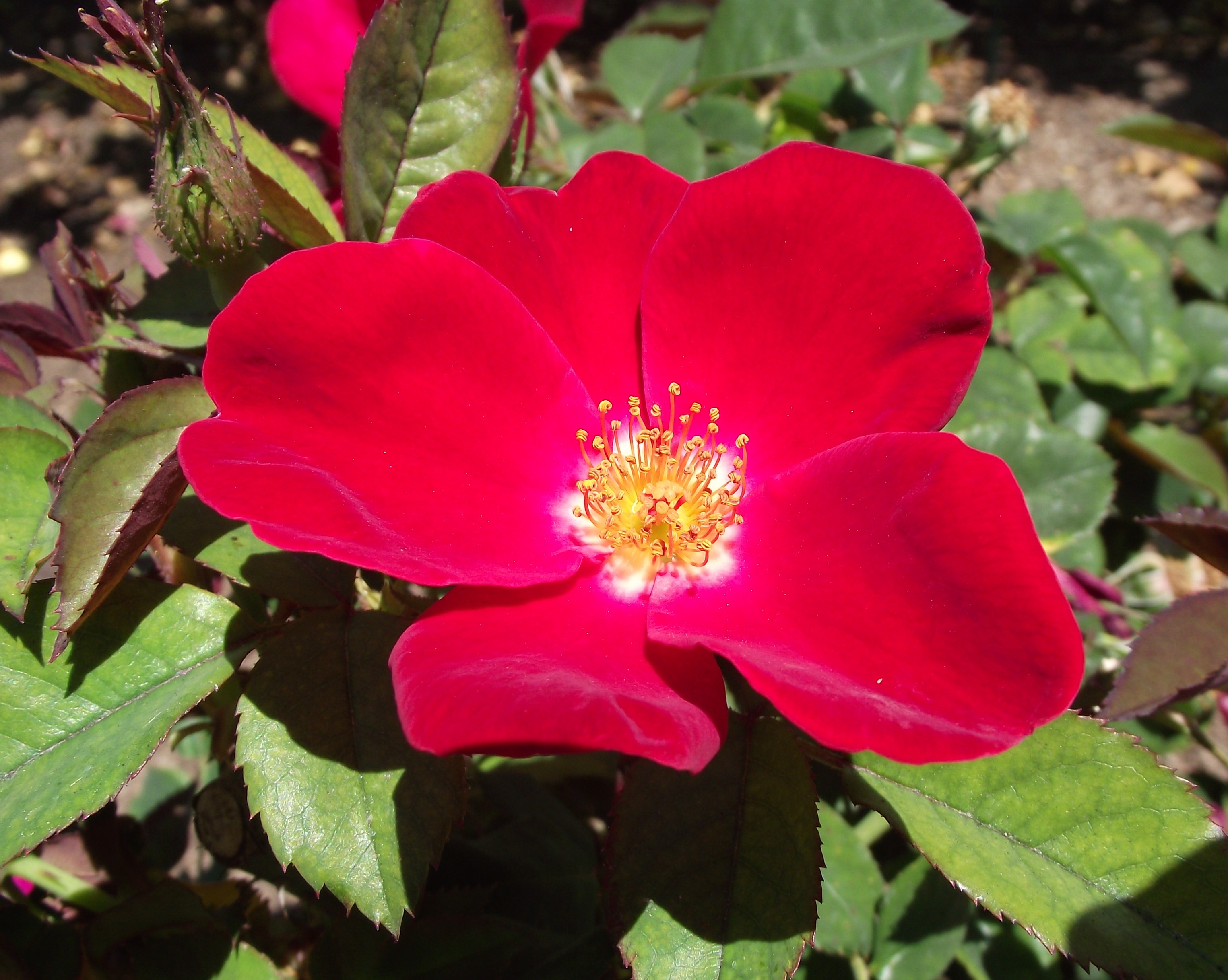
'Home Run', Carruth 2001.
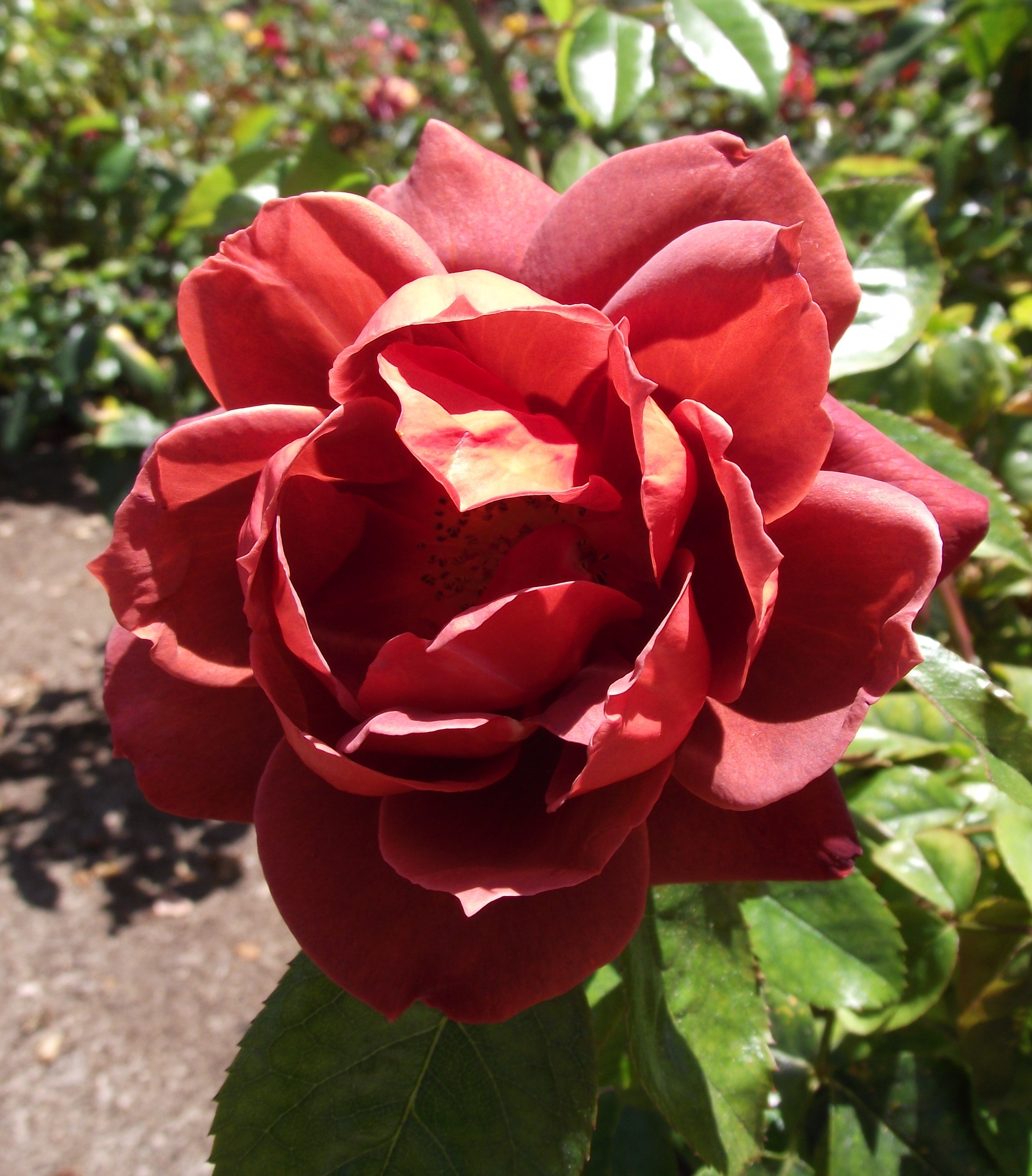
Rosa Floribunda 'Hot Cocoa', Carruth 2002.
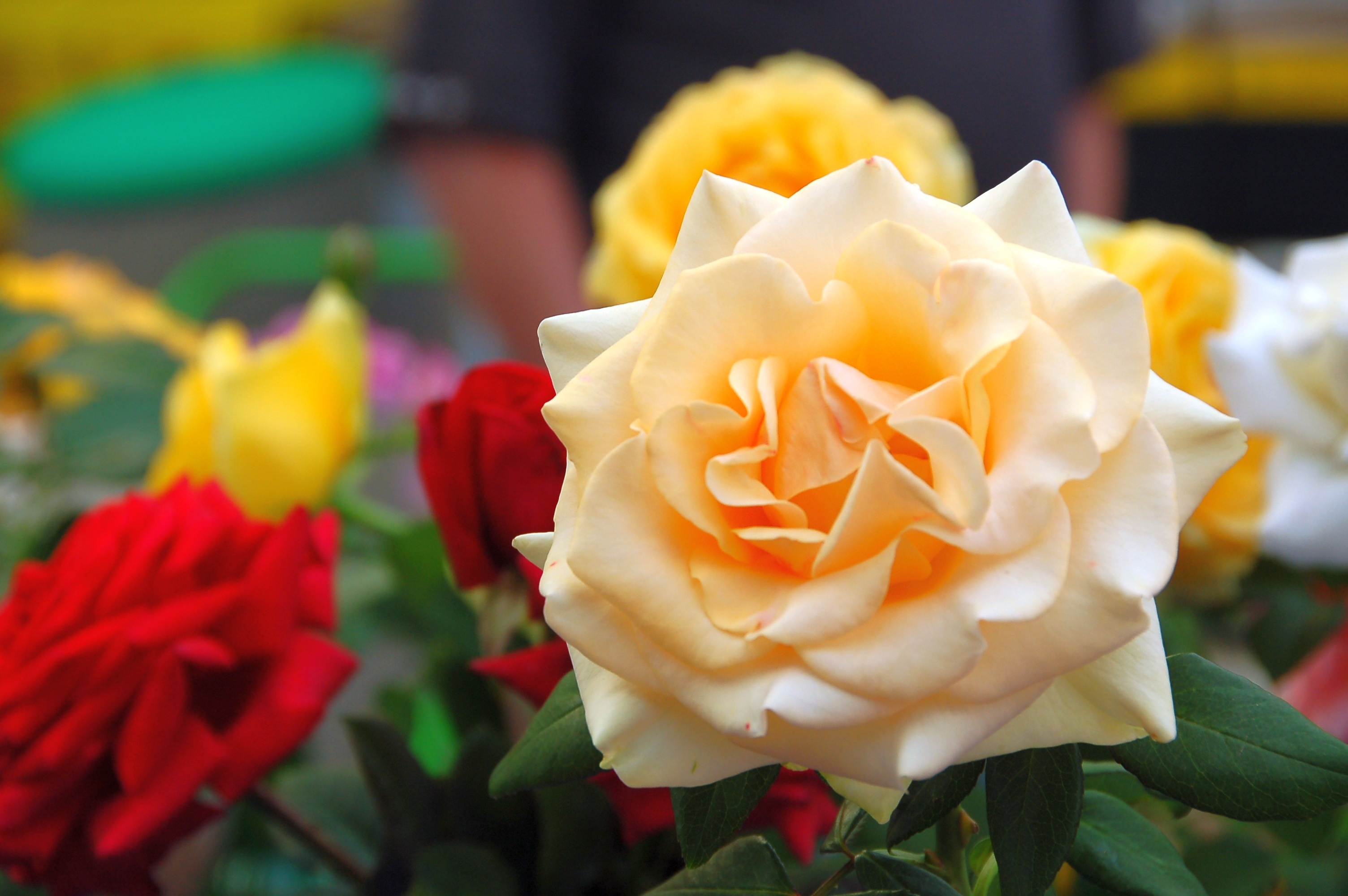
'Marilyn Monroe' Carruth 2002.
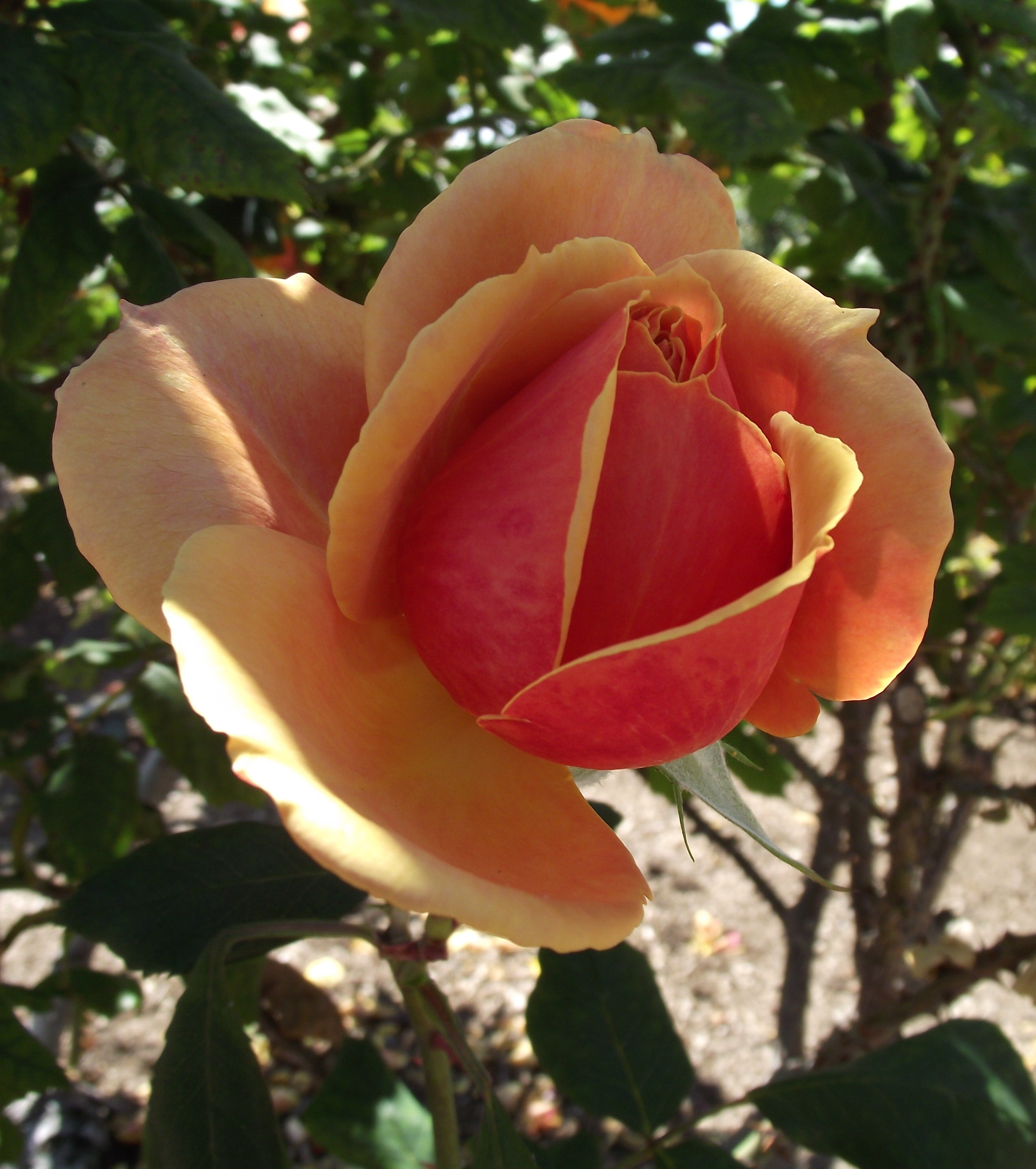
'About Face', Carruth 2003.
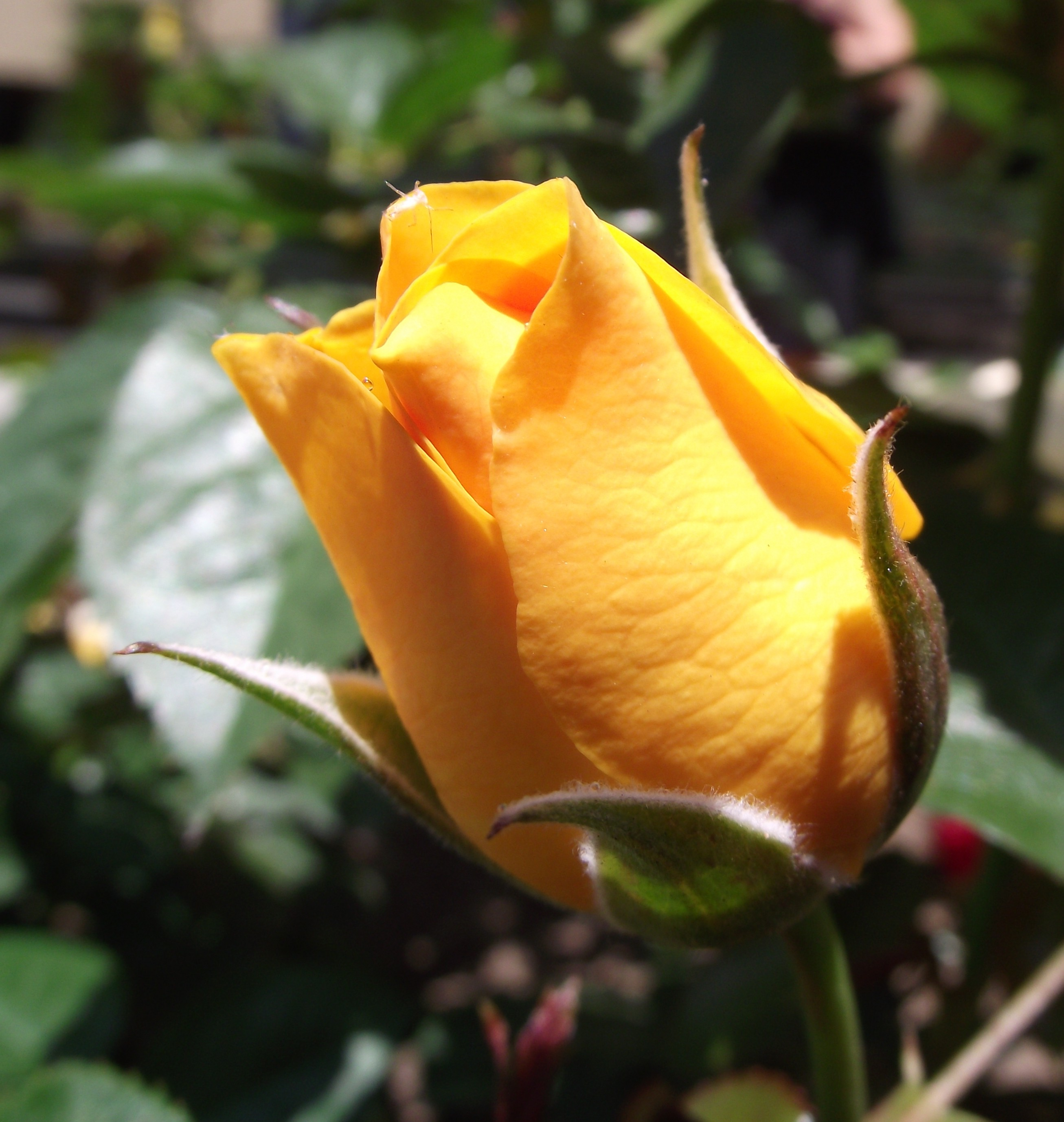
Rosa floribunda 'Julia Child', Carruth 2004.
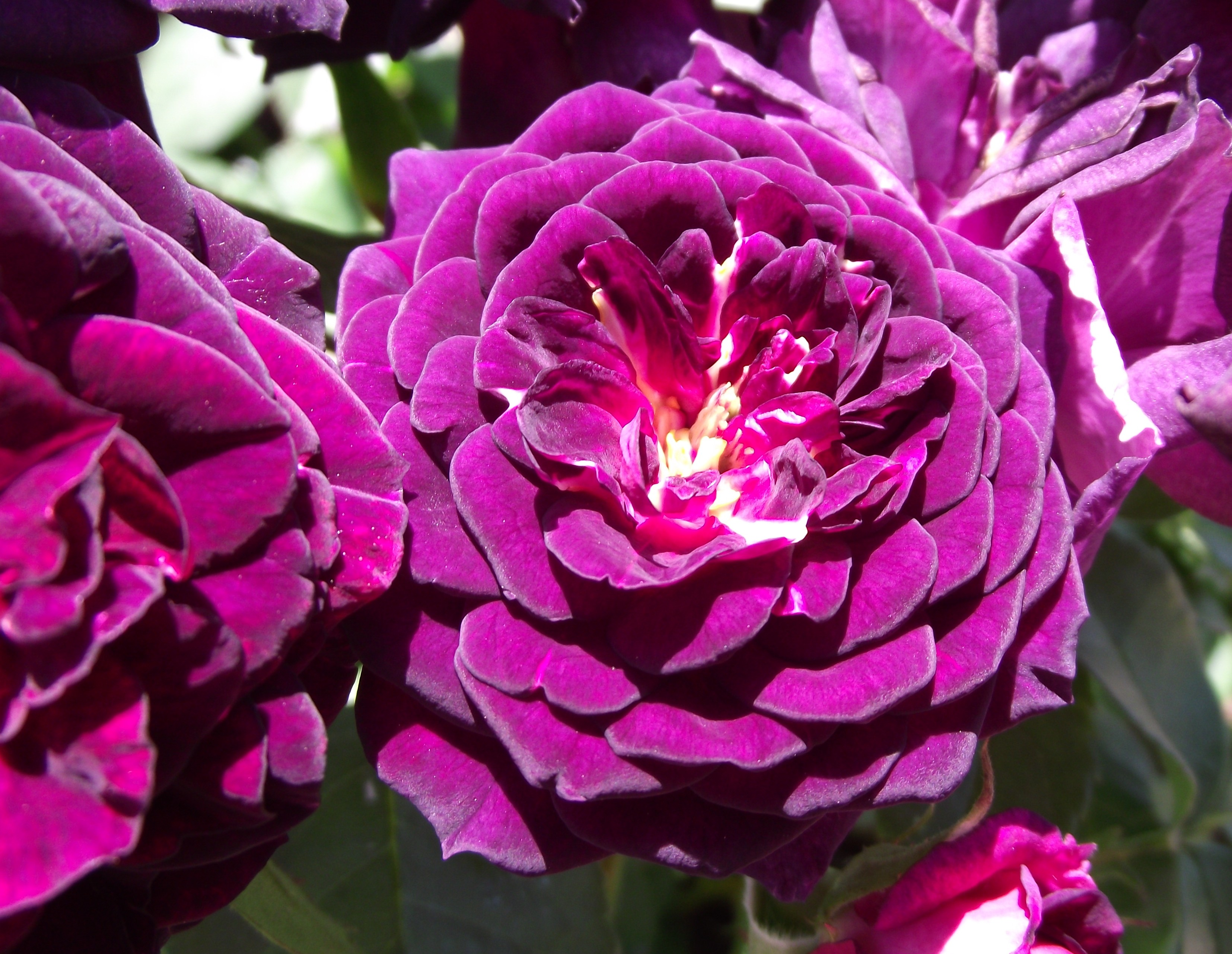
'Midnight Blue', Carruth 2004.
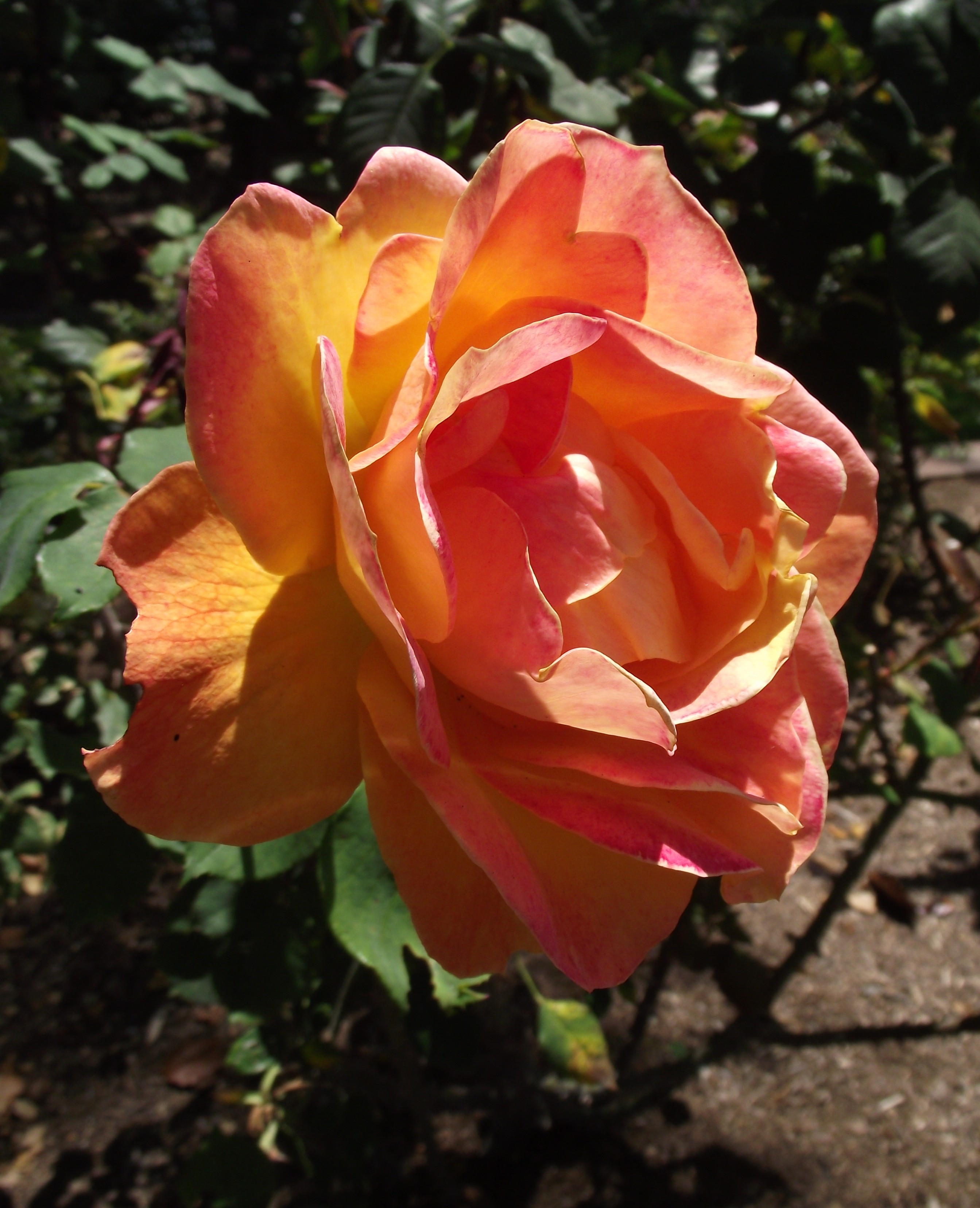
'Strike It Rich', Carruth 2005.
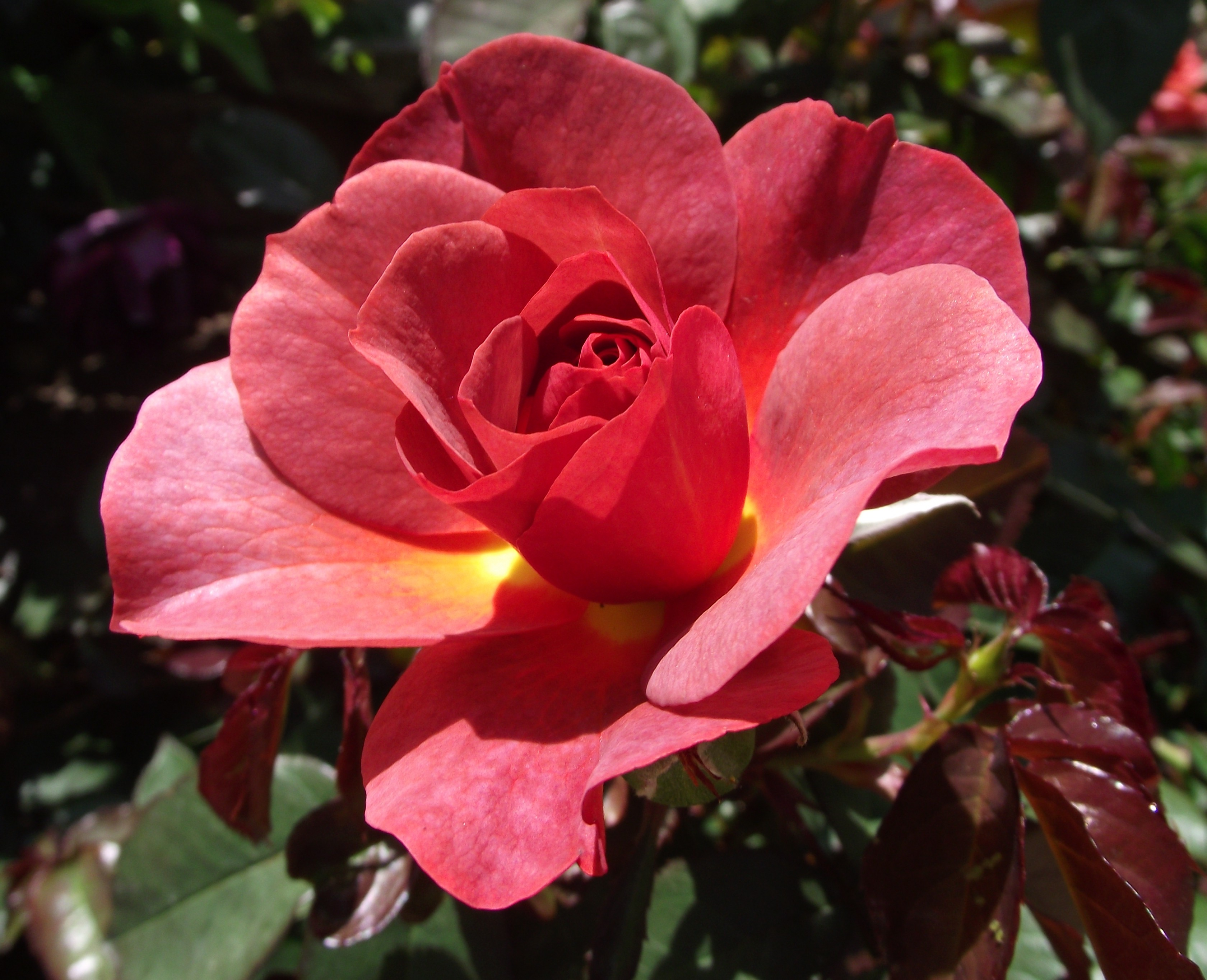
'Cinco de Mayo', Carruth 2006.
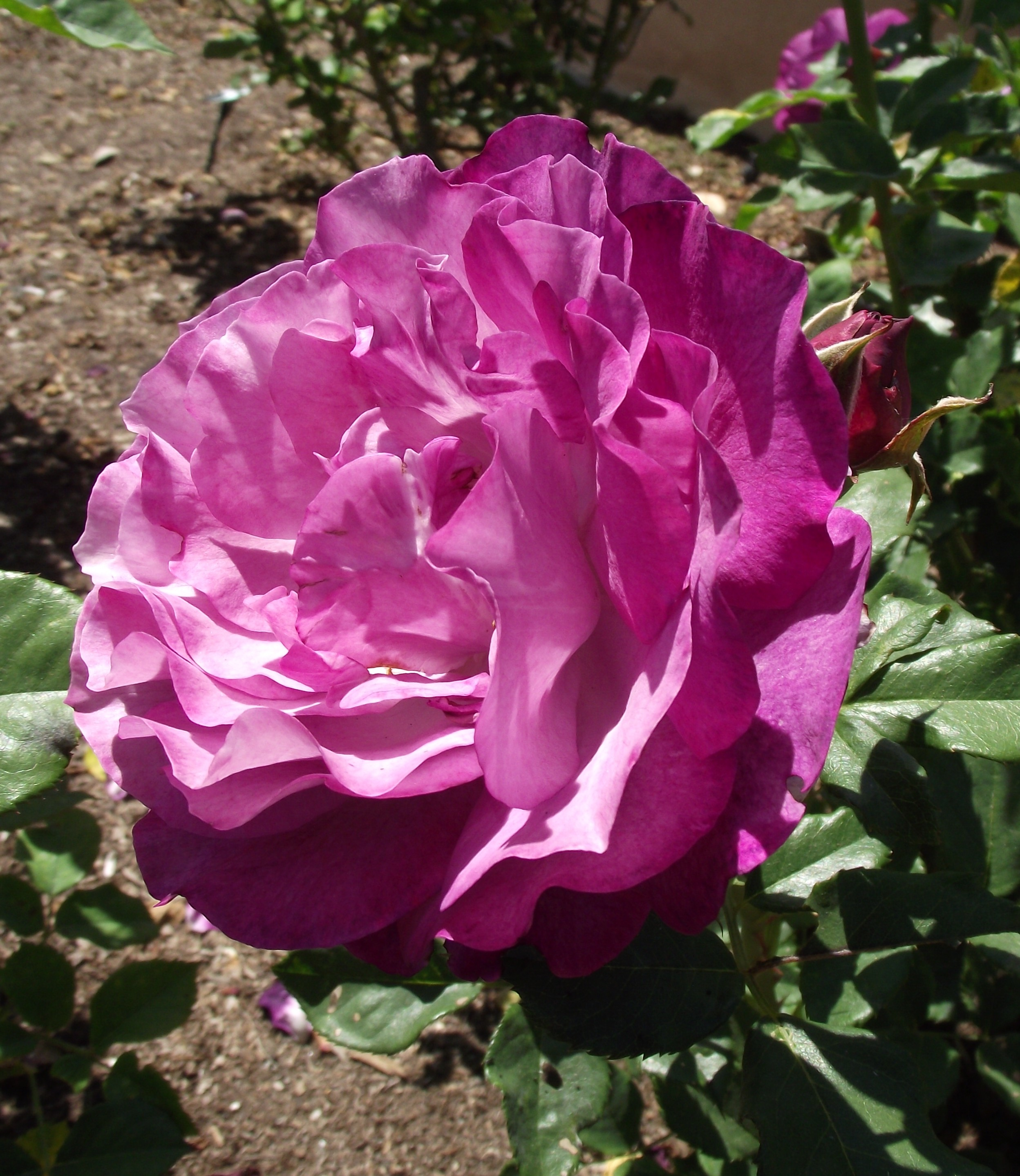
Rosa grandiflora 'Wild Blue Yonder', Carruth 2006.